# Cales orchamoplati
Cales orchamoplati är en stekelart som beskrevs av Gennaro Viggiani och Mary Carver 1988. Cales orchamoplati ingår i släktet Cales och familjen växtlussteklar. Inga underarter finns listade.